# Farmerek és Polgárok Mozgalma
A Farmerek és Polgárok Mozgalma (hollandul: BoerBurgerBeweging, röviden: BBB) egy hollandiai jobboldali politikai párt, ami elsősorban az agrárszektor, és az abban dolgozók érdekeit képviseli. Székhelye Deventerben található. A párt alapítója és jelenlegi elnöke Caroline van der Plas.

## Története
A pártot Caroline van der Plas egykori újságíró alapította, aki korábban a Kereszténydemokrata Tömörülés (CDA) tagja volt. A párt megalakítására akkoriban került sor, amikor országszerte megkezdődtek a gazdálkodók tiltakozásai a kormány tervezett nitrogéncsökkentési politikája ellen.
A BBB Caroline van der Plas vezetésével indult a 2021-es általános választáson, ahol 1,0%-al a 16. helyen végzett, és ezzel egy helyet nyert a Képviselőházban.
A 2023-as tartományi választásokon a BBB végzett az első helyen, mint a 12 tartományban a legtöbb szavazatot kapta. Mivel a tartományi tanácsok választják a Szenátus tagjait, a párt az előrejelzések szerint 17 mandátumot szerez a 2023-as holland szenátusi választásokon, a legtöbbet minden párt közül.
2023 szeptemberében három parlamenti képviselő, akik korábban a JA21 és a Szabadságpárt frakciójában ültek, csatlakoztak a BBB-hez.

## Ideológiája
A pártot jellemezték már konzervatívként, centristaként, jobbközépként, populistaként, és euroszkeptikusként is, ám egyes kérdésekben baloldali álláspontot is képvisel.
A 2021-es hollandiai parlamenti választásokon a párt a vidéki és az agrár szektorban dolgozó szavazók számára fontos kérdésekre összpontosította kampányát, többek között ígéretet tett egy Hágától legalább 100 kilométerre található vidékfejlesztési minisztérium létrehozására, valamint a neonikotinoidok tilalmának feloldására. A párt a sertés- és kecskefarmokkal szembeni, közegészségügyi, környezetvédelmi és mezőgazdasági aggályokra hivatkozó helyi ellenállásra válaszul a mezőgazdasági termelőknek nagyobb beleszólási jogot biztosító törvényt követelt.
A BBB támogatja Hollandia Európai Uniós tagságát, de ellenzi az EU föderációvá válását, valamint csökkenteni kívánja az Európai Bizottság és az Európai Parlament hatáskörét az egykori Európai Gazdasági Közösség mintájára. Elkötelezett támogatói a NATO-nak, illetve a 2022-es Ukrajna elleni orosz támadás idején kiálltak Ukrajna területi szuverenitása mellett, és felszólították a kormányt, hogy F–16 Fighting Falcon repülőgépekkel támogassa Ukrajnát a harcban.
A párt fontosnak tartja, hogy Hollandia élelmiszeripari- és mezőgazdasági nagyhatalom maradjon, ezért ellenzik a negyedik Rutte-kormány nitrogénkibocsátás csökkentésére irányuló terveit.
Caroline van der Plas elmondása szerint a Párt az Állatokért (PvdD) pártot tartja a BBB legnagyobb ellenfelének.

## Választási eredmények

### Staten-Generaal
| Év   | Képviselőház | Képviselőház          | Képviselőház | Képviselőház | Képviselőház | Státusz                  |
| Év   | Szavazat     | Listavezető           | %            | Mandátumok   | +/–          | Státusz                  |
| ---- | ------------ | --------------------- | ------------ | ------------ | ------------ | ------------------------ |
| 2021 | 104,319      | Caroline van der Plas | 1.0 (#16)    | 1 / 150      | 1            | Ellenzék                 |
| 2023 | 485,551      | Caroline van der Plas | 4.65 (#6)    | 7 / 150      | 6            | Koalíció PVV-VVD-NSC-BBB |
| Év   | Szenátus     | Szenátus              | Szenátus     | Szenátus     | Szenátus     | Státusz                  |
| Év   | Szavazat     | Listavezető           | %            | Mandátumok   | +/–          | Státusz                  |
| 2023 | 137          | Caroline van der Plas | 20.66 (#1)   | 16 / 75      | Új párt      | Ellenzék                 |

### Tartományok
| Év   | Mind a 12 tartomány | Mind a 12 tartomány   | Mind a 12 tartomány | Mind a 12 tartomány | Mind a 12 tartomány |
| Év   | Szavazat            | Listavezető           | %                   | Mandátumok          | +/–                 |
| ---- | ------------------- | --------------------- | ------------------- | ------------------- | ------------------- |
| 2023 | 1,479,695           | Caroline van der Plas | 19,23 (#1)          | 137 / 572           | Új párt             |